# Sthenelais colorata
Sthenelais colorata är en ringmaskart som beskrevs av Monro 1924. Sthenelais colorata ingår i släktet Sthenelais och familjen Sigalionidae. Inga underarter finns listade i Catalogue of Life.